# Cantón de Aubenton
El cantón de Aubenton era una división administrativa francesa, que estaba situada en el departamento de Aisne y la región de Picardía.

## Composición
El cantón estaba formado por trece comunas:
- Any-Martin-Rieux
- Aubenton
- Beaumé
- Besmont
- Coingt
- Iviers
- Jeantes
- Landouzy-la-Ville
- Leuze
- Logny-lès-Aubenton
- Martingy
- Mont-Saint-Jean
- Saint-Clément

## Supresión del cantón de Aubenton
En aplicación del Decreto n.º 2014-202, de 21 de febrero de 2014, el cantón de Aubenton fue suprimido el 22 de marzo de 2015 y sus 13 comunas pasaron a formar parte del nuevo cantón de Hirson.